# مؤسسه فرهنگی سروش مولانا
موسسه فرهنگی سروش مولانا در زمستان سال ۱۳۸۹ با هدف ترویج فرهنگ صلح و آشتی و
گسترش فرهنگ کتابخوانی آغاز به کار کرد.
از جمله فعالیت‌های مؤسسه  سروش مولانا برگزاری سلسله نشست‌های مولوی‌شناسی است که تحت عنوان رستخیز ناگهان، در هر ماه  با حضور اساتید، دانشجویان و دوستداران مولانا واقع در موسسه لغت‌نامه دهخدا و مرکز بین‌المللی آموزش زبان فارسی و ایوان شمس تهران برگزار می‌شود. در این نشست‌ها آموزه‌های عرفانی و اخلاقی جلال‌الدین محمد بلخی تحلیل می‌شود.
محمد مجتهد شبستری، مصطفی ملکیان، ابوالقاسم فنائی، سروش دباغ، محمد نوید بازرگان و صدیق قطبی از جمله سخنرانان این مؤسسه می‌باشند.
از دیگر فعالیت‌های مؤسسه احداث کتابخانه تخصصی عرفان اسلامی در محل مؤسسه سروش مولانا می‌باشد.
موسسه سروش مولانا کلاس‌هایی نیز در حوزه شعر، ادبیات، مولوی‌شناسی و اساطیر برگزار می‌کند.